# Ladies Championship Gstaad 2016
Ladies Championship Gstaad 2016 byl profesionální tenisový turnaj ženského okruhu WTA Tour, který se odehrával na otevřených antukových dvorcích areálu Roy Emerson Arena. Probíhal mezi 11. až 17. červencem 2016 v německy mluvící švýcarské vesnici Gstaad jako dvacátý čtvrtý ročník turnaje. Jednalo se o premiérový ročník obnovené události od roku 1994.
Rozpočet činil 250 000 dolarů a událost se řadila do kategorie WTA International. Nejvýše nasazenou hráčkou ve dvouhře se stala domácí světová jedenáctka Timea Bacsinszká. Jako poslední přímá účastnice do dvouhry nastoupila 146. hráčka žebříčku Lucie Hradecká z Česka.
Singlovou soutěž ovládla domácí Viktorija Golubicová, která tak zaznamenal premiérový triumf na okruhu WTA. Vítězem deblové části se stala španělsko-švýcarská dvojice Lara Arruabarrenová a Xenia Knollová, jenž na turnaji zaznamenaly první společný triumf.

## Distribuce bodů a finančních odměn

### Distribuce bodů
| Soutěž  | vítězky | finalistky | semifinalistky | čtvrtfinalistky | 16 v kole | 32 v kole | Q  | Q3 | Q2 | Q1 |
| ------- | ------- | ---------- | -------------- | --------------- | --------- | --------- | -- | -- | -- | -- |
| dvouhra | 280     | 180        | 110            | 60              | 30        | 1         | 18 | 14 | 10 | 1  |
| čtyřhra | 280     | 180        | 110            | 60              | 1         | —         | —  | —  | —  | —  |

### Finanční odměny
| Soutěž  | vítězky | finalistky | semifinalistky | čtvrtfinalistky | 16 v kole | 32 v kole | Q2     | Q1   |
| ------- | ------- | ---------- | -------------- | --------------- | --------- | --------- | ------ | ---- |
| dvouhra | $43 000 | $21 400    | $11 500        | $6 175          | $3 400    | $2 100    | $1 020 | $600 |
| čtyřhra | $12 300 | $6 400     | $3 435         | $1 820          | $960      | —         | —      | —    |

## Ženská dvouhra

### Nasazení
| Stát                           | Hráčka             | WTA | Nasazení |
| ------------------------------ | ------------------ | --- | -------- |
| Švýcarsko                      | Timea Bacsinszká   | 11  | 1        |
| Srbsko                         | Jelena Jankovićová | 24  | 2        |
| Nizozemsko                     | Kiki Bertensová    | 28  | 3        |
| Francie                        | Caroline Garciaová | 32  | 4        |
| Německo                        | Annika Becková     | 43  | 5        |
| Švédsko                        | Johanna Larssonová | 54  | 6        |
| Německo                        | Mona Barthelová    | 68  | 7        |
| Německo                        | Julia Görgesová    | 78  | 8        |
| Žebříček WTA k 27. červnu 2016 |                    |     |          |

### Jiné formy účasti
Následující hráčky obdržely divokou kartu do hlavní soutěže:
- Jelena Jankovićová
- Rebeka Masárová
- Patty Schnyderová

Následující hráčky postoupily z kvalifikace:
- Claire Feuersteinová
- Barbara Haasová
- Ons Džabúrová
- Mandy Minellaová
- Amra Sadikovićová
- Sara Sorribesová Tormová

### Odhlášení
před zahájením turnaje
- Lourdes Domínguezová Linová → nahradila ji Marina Erakovicová
- Darja Gavrilovová → nahradila ji Jana Čepelová
- Christina McHaleová → nahradila ji Lucie Hradecká
- Carla Suárezová Navarrová → nahradila ji Irina Chromačovová

## Ženská čtyřhra

### Nasazení
| Stát                                                                          | Hráčka              | Stát      | Hráčka                      | WTA | Nasazení |
| ----------------------------------------------------------------------------- | ------------------- | --------- | --------------------------- | --- | -------- |
| Německo                                                                       | Julia Görgesová     | USA       | Bethanie Matteková-Sandsová | 24  | 1        |
| Nizozemsko                                                                    | Kiki Bertensová     | Švédsko   | Johanna Larssonová          | 70  | 2        |
| Španělsko                                                                     | Lara Arruabarrenová | Švýcarsko | Xenia Knollová              | 103 | 3        |
| Ukrajina                                                                      | Ljudmyla Kičenoková | Ukrajina  | Nadija Kičenoková           | 135 | 4        |
| Žebříček WTA k 27. červnu 2016; číslo je součtem umístění obou členek dvojice |                     |           |                             |     |          |

## Přehled finále

### Ženská dvouhra
- Viktorija Golubicová vs.  Kiki Bertensová, 4–6, 6–3, 6–4

### Ženská čtyřhra
- Lara Arruabarrenová /  Xenia Knollová vs.  Annika Becková /  Jevgenija Rodinová, 6–1, 3–6, [10–8]